# Isaías Lafuente
Isaías Lafuente Zorrilla (Palencia, 27 de noviembre de 1963) es un periodista, escritor y profesor universitario español.

## Datos biográficos
Licenciado en Ciencias de la Información por la Universidad Complutense, inició su trabajo profesional en Radio Exterior de España y Radio Nacional. Ha sido subdirector del programa Hoy por hoy y del programa A vivir que son dos días de la cadena SER y ha sido analista político en los programas 59 segundos de TVE, El programa de AR de Tele 5, Madrid opina de Telemadrid, La vuelta al mundo, de El Mundo TV, Mejor lo hablamos de Canal Sur, entre otros. También trabajó en los programas (Gente de primera y El martes que viene), en TVE, e Iñaki, los jueves en la FORTA. En la actualidad es analista en La Noche en 24 Horas, de TVE. Forma parte del equipo del programa La ventana, con sus secciones "Lo que queda del día", "Unidad de vigilancia lingüística" y "La palabra del día". Además, fue profesor asociado de la Universidad Rey Juan Carlos.

## Obra principal
Entre sus obras literarias destacan: Tiempos de hambre, una crónica de la vida cotidiana en la España de la posguerra; Esclavos por la patria, un profundo estudio sobre la explotación de los presos republicanos por el régimen franquista, publicado en 2002 y reeditado en 2018; La mujer olvidada, una imaginada autobiografía sobre Clara Campoamor, la mujer que conquistó el voto para las mujeres españolas en 1931; Agrupémonos todas, una historia sobre la lucha de las mujeres españolas para lograr la igualdad, premiado por el Instituto de la Mujer de la Junta de Andalucía; El verbo se hizo polvo, un ensayo sobre los destrozos y el futuro de la lengua española, y "Clara Victoria", un ensayo sobre el debate del sufragio femenino en las Cortes Constituyentes de 1931; y Unidad de Vigilancia Lingüística (2023). También escribió con 18 años la obra Palencia a cualquier edad, una historia de la ciudad en la que nació contada para los niños. Es también un prolífico articulista. Escribe una columna semanal en Europa Press y ha publicado decenas de artículos sobre los asuntos que ha trabajado en sus investigaciones.

## Premios y reconocimientos
- En 2012, obtuvo el XVII Premio Nacional de Periodismo Miguel Delibes,concedido por la Asociación de la Prensa de Valladolid por su artículo "Sin peros en la lengua", en el cual destaca la influencia del sexismo en el lenguaje.[3]
- Socio de honor por la Unión de Correctores de España por su labor en defensa del buen uso de la lengua.

- Como miembro del Hoy por hoy ha recibido los Premios Ondas Nacional e Internacional de radio.

- Premio Meridiana 2004 (Instituto Andaluz de la Mujer),
- Premio Hombres por la igualdad 2007 (Ayto Guadalajara),
- Premio Clara Campoamor 2007,
- Premio Ana Tutor 2009 (PSOE Madrid),
- Premio Victoria Kent (Mujeres progresistas de Motril),
- Premio de comunicación no sexista 2014 (Asociación de mujeres periodistas de Cataluña).

- En 2018 recibió a título personal premio Ondas por la Unidad de Vigilancia.
- Premio Mejor Hombre Deconstruido en la XXI Edición de los Premios Mujeres Progresistas 2018, otorgado por la Federación de Mujeres Progresistas.[4]
- En 2023 recibió el Premio Francisca de Pedraza que otorga la Asociación Francisca de Pedraza en reconocimiento a la labor periodística llevada a cabo con el compromiso y dedicación en la prevención, erradicación y lucha contra la violencia de género.[5][6]
- Premio Colombine (2023) por el podcast Clara Conquista.
- Premio Luis María Rivas (2024)
- Premio Antena de Plata (2024)